# Lua de mel
A lua de mel (pré-AO 1990: lua-de-mel) é o período de celebração privada que sucede ao casamento, por parte de um casal.
Há diferentes hipóteses para a etimologia de lua de mel, com uma origem frequentemente citada, apesar de desacreditada, sendo uma referência à tradição de consumo de hidromel por recém-casados, cf. Etimologia.

## História
Uma das primeiras referências a uma lua de mel, em um conceito próximo ao moderno, está em Deuteronômio 24:5: "Se um homem tiver se casado recentemente, não será enviado à guerra, nem assumirá nenhum compromisso público. Durante um ano, estará livre para ficar em casa e fazer feliz à mulher com quem casou."
Originalmente "lua de mel" simplesmente descreveu o período logo após o casamento quando as coisas estão na sua fase mais encantadora. Presume-se que ela dure em torno de um mês. O primeiro prazo para isto em inglês foi honeymoon, que foi registrado já em 1546.
Na cultura ocidental, o costume de recém-casados saírem de férias juntos originou-se no início do século XIX na Grã-Bretanha, um conceito emprestado da elite indiana, no subcontinente indiano. Casais da alta classe teriam um "tur de noiva", por vezes acompanhados por amigos ou familiares, para visitarem parentes que não puderam comparecer ao casamento. A prática logo se espalhou ao continente europeu e era conhecido como voyage à la façon anglaise (viagem em estilo Inglês) na França a partir da década de 1820.
Lua de mel no sentido moderno (ou seja, uma simples viagem de férias empreendida pelo casal) generalizou-se durante a Belle Époque, como um dos primeiros exemplos de turismo de massa moderno. Isso aconteceu apesar da desaprovação inicial por um parecer médico contemporâneo (que se preocupou com a saúde frágil das mulheres) e por guias savoir vivre (que lamentou a atenção do público atraído pelo que foi assumida como a iniciação sexual da mulher). Os destinos de lua de mel mais populares na época eram a Riviera Francesa e Itália, em particular os seus balneários e cidades românticas como Roma, Verona e Veneza. Normalmente a lua de mel começaria na noite em que eram casados, com o casal saindo no meio da recepção para pegar um trem ou navio atrasado. Entanto, no século XXI, muitos casais não saem até 1 a 3 dias após a cerimônia e recepção, a fim de "amarrar as pontas soltas" no local de recepção ou simplesmente desfrutar da recepção em sua plenitude e ter pelo menos uma noite relaxante, para se recuperar, antes de empreender uma longa viagem.

## Etimologia
O Dicionário Aurélio da língua portuguesa não oferece nenhuma etimologia, mas dá exemplos que remontam ao século XVI.
Lua de mel  pode referir-se aos primeiros momentos que um casal  recém-casado passa  junto ou o primeiro feriado que passa junto, para celebrar seu casamento.
Uma das citações mais recentes no Oxford English Dictionary indica que, enquanto lua de mel hoje tem um sentido positivo, a palavra era originalmente uma referência ao declínio inevitável do amor como uma fase da lua. A primeira referência a   'lua de mel',  em inglês,  ocorre no  dicionário bilíngue inglês-latim Abecedarium  Anglico Latinum, de Richard Huloet, publicado em 1552 . 
Em muitas partes da Europa era tradicional   fornecer a um casal recém-casado  hidromel  suficiente para um mês, para garantir felicidade e fertilidade. A partir dessa prática temos 'lua de mel'. Dado que esta etimologia não aparece habitualmente em trabalhos, essa hipótese é geralmente descartada como uma etimologia falsa.
Há muitos calques da lua de mel palavra do inglês para outras línguas. Na forma francesa, é "lune de miel; em  espanhol, luna de miel; em  italiano, luna di miele. A palavra galesa para lua de mel é mis mel, que se traduz como "mês de mel" e, similarmente, o ucraniano (Медовий місяць), polonês (miesiąc miodowy), russo (Медовый месяц), árabe (شهر العسل Shahr el 'Assal), grego ( μήνας μέλιτος του, ménas mélitos tou) e hebraico (ירח דבש yerach d'vash). Em hebraico, curiosamente, yerach é usado para o 'mês', em vez da palavra chodesh, mais comum. Yerach está relacionado com a Yare'ach, palavra que designa 'lua', e as duas palavras são escritas da mesma forma: ירח. A palavra persa é ماه عسل Asal e mah, que tem tanto as traduções "lua de mel" como "mês do mel " (mah, em persa, significa tanto 'lua' como 'mês'). O mesmo se aplica à ay, palavra cujo equivalente turco é  balayı. No idioma húngaro, a expressão é "semana de mel" (mézeshetek). Da mesma forma, a palavra tâmil para lua de mel é "thaen nilavu" (thaen:mel ;  nilavu: lua).
1. ↑  Wikcionário, verbete "lua-de-mel": Da tradição de que os casais recém-casados deveriam consumir hidromel durante o primeiro ciclo lunar após o casamento para nascer um filho homem.